# Ponte alle Grazie (casa editrice)
La Ponte alle Grazie è una casa editrice italiana.

## Storia
La casa editrice venne fondata alla fine degli anni Ottanta a Firenze, poi venne rilevata dal gruppo Longanesi nel 1993 (con conseguente trasferimento della sede a Milano) confluendo infine, nel gennaio 2006, nel nuovo Gruppo editoriale Mauri Spagnol (GeMS).

## Autori
Per Ponte alle Grazie hanno pubblicato tra gli altri: Slavoj Zizek, Noam Chomsky, Michel Onfray, Francosi Jullien, Massimo Recalcati, Matteo Nucci, Simone Regazzoni, Margaret Atwood, Ritanna Armeni, Fausto Bertinotti, Gianni Barbacetto, Antonio Di Pietro, Rosario Priore, Giulietto Chiesa, Rina Gagliardi, Paco Ignacio Taibo II, Andrés Neuman, George Soros, Nanni Svampa, Christopher Reeve, Sergio Romano, Giorgio Nardone, Francesco Pecoraro, François Bizot, Aldo Giannuli, Marco Martinelli e Frédéric Richaud.